# Limenitis iaere
Limenitis iaere är en fjärilsart som beskrevs av Hall 1929. Limenitis iaere ingår i släktet Limenitis och familjen praktfjärilar. Inga underarter finns listade i Catalogue of Life.